# Stroh 80

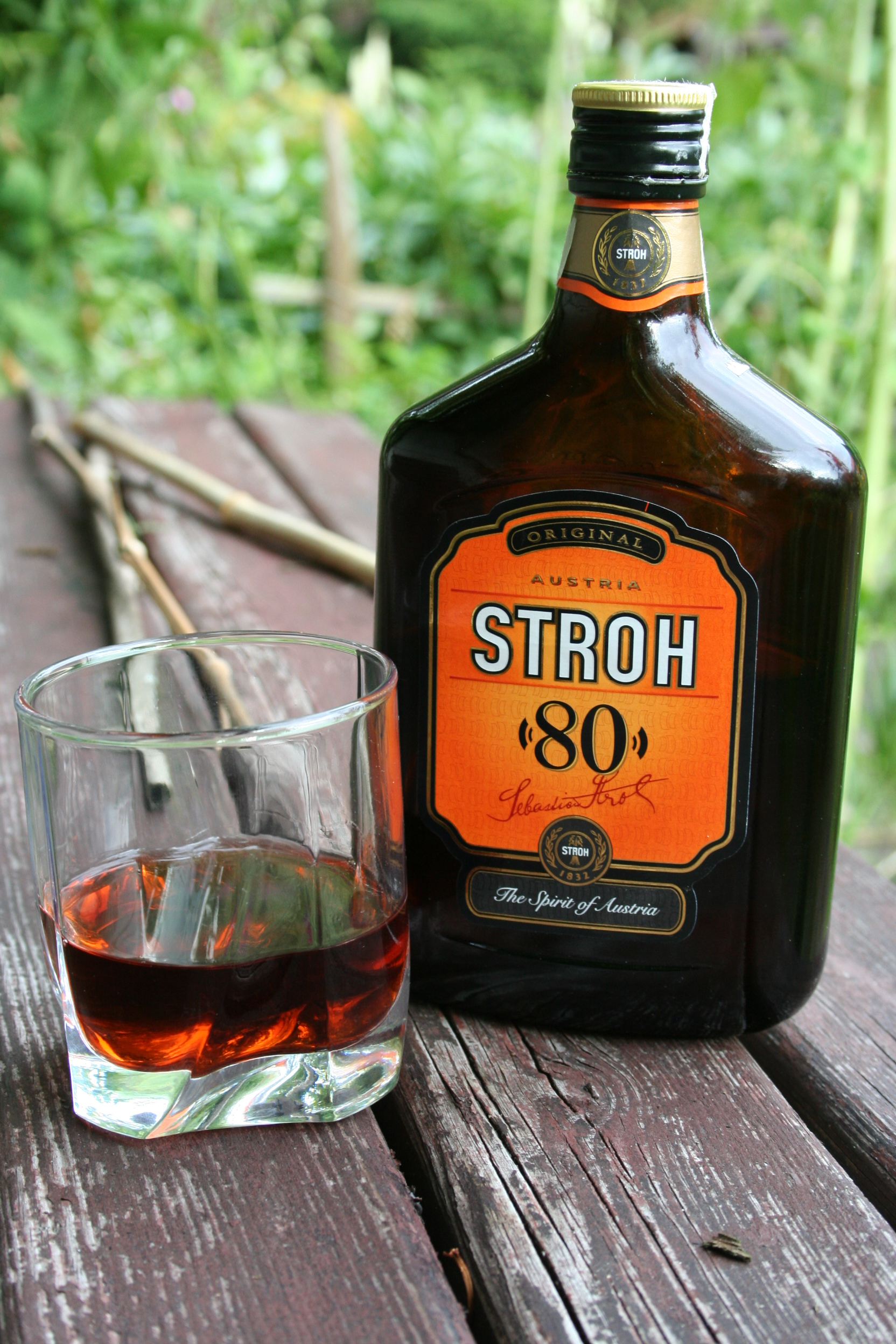
garrafa do Stroh 80

Stroh 80 é um rum produzido pela empresa austríaca Stroh Austria GmbH com alto teor alcoólico da ordem de 80%. A Stroh Austria e uma das principais fabricante de bebidas da Áustria.

## Ligação externa
- «Sítio oficial»